# 维捷斯拉夫·诺瓦克
维捷斯拉夫·诺瓦克（捷克語：Vítězslav Novák；1870年12月5日—1949年7月18日)，捷克作曲家。生于波西米亚南部的一个山区小镇，后入布拉格音乐学院师从德沃夏克。1909年起在布拉格音乐学院任教，并成为捷克音乐界现代主义运动的中心人物。纳粹入侵和二战后他一直留在捷克，并从事回忆录的写作。
诺瓦克的音乐风格受德奥晚期浪漫主义，特别是理查·施特劳斯的影响很大，同时也受到德彪西的一些影响。一部分作品有较强的现代性，但晚期作品又趋于保守。他在创作中始终注意保持捷克民族风格，运用丰富优美的配器，因此在国内受到广泛的尊敬。

## 外部連結
- 互联网档案馆中维捷斯拉夫·诺瓦克的作品或与之相关的作品
- 维捷斯拉夫·诺瓦克的免费乐谱，由国际乐谱典藏计划提供